# ووهان جيانغدا
نادي جامعة جيانغهان في ووهان لكرة القدم (بالصينية: 武汉江汉大学足球俱乐部) المعروف كذلك باسم ووهان جيانغدا (بالصينية: 武汉江大) هو نادِ كرة قدم صيني للسيدات من مدينة ووهان. وينافس حالياً في دوري السوبر الصيني للسيدات. تأسس النادي عام 2001 بموجب الشراكة بين جامعة جيانغهان واتحاد ووهان لكرة القدم.
في عام 2025 حقق ووهان جيانغدا أول ألقابه القارية بتتويجه بلقب دوري أبطال آسيا للسيدات بعد فوزه في النهائي على ملبورن سيتي بركلات الترجيح 5-4 بعد التعادل في الوقتين الأصلي والإضافي 1-1.

## الإنجازات

### محلياً
- دوري السوبر الصيني للسيدات (5): 2020، 2021، 2022، 2023، 2024.
- الدوري الصيني الأول للسيدات (1): 2017.

### قارياً
- دوري أبطال آسيا للسيدات (1): 2024–25.

## وصلات خارجية
- الموقع الرسمي